# Something Right
«Something Right» — песня группы Westlife, вышедшая в качестве второго сингла с альбома Back Home в некоторых европейских странах, а также в ряде государств азиатско-тихоокеанского региона.
Авторами песни стали: Саван Котеча (американский композитор и поэт-песенник), а также шведы Рэми Якоуб и Арнтор Бергиссон. Их авторству также принадлежат песни «Us Against The World», «The Easy Way» и «Pictures In My Head», также представленные на альбоме Back Home.

## Музыкальное видео
Премьера музыкального видеоклипа на песню «Something Right» состоялась на музыкальных каналах 7 марта 2008 года. Съемки проходили с использованием зелёного экрана. Действие клипа происходит в пустыне, которую впоследствии меняет ночной футуристический пейзаж.

## Список композиций

### CD1
1. «Something Right» (Single Mix)
2. «Get Away» (Exclusive B-Side)

### CD2
1. «Something Right» (Single Mix)
2. «Something Right» (Instrumental)
3. «Hard To Say I’m Sorry»
4. «Something Right» (Video)

## Позиция в чартах
В Ирландии композиция, хотя и не была заявлена в качестве официального сингла, получила активную радиоротацию и достигла 43 строчки национального хит-парада, благодаря загрузкам в музыкальных онлайн-магазинах.
Песня также достигла 1 строчки некоторых радиостанций Южной Африки, Китая, Малайзии, Филиппин, Таиланда и Вьетнама, 2 позиции - в Индонезии, 4 - в Новой Зеландии, 5 - в Германии, 16 - в Швейцарии и 18 - в Австрии. Сингл также вошёл в топ-листы новозеландских, австралийских и ирландских чартов iTunes Store.
Видеоклип на песню вошёл в Top 5 ITunes Top Music Videos chart в Новой Зеландии и выступил на 20 строчке MTV Asia Chart Attack Show.
| Чарт      | Высшая позиция в чарте |
| --------- | ---------------------- |
| Австралия | 92                     |
| Ирландия  | 43                     |
| Швеция    | 46                     |